# Луцій Рубеллій Гемін
Луцій Рубеллій Гемін (лат. Lucius Rubellius Geminus; I століття) — політичний, державний і військовий діяч Римської імперії, консул 29 року.

## Біографія
Походив з міста Тібур з роду вершників Рубелліїв. Його батьком був проконсул римської провінції Крит і Киренаїка, преномен та когномен якого не збереглися в історії. Братом був Гай Рубеллій Бланд, консул-суффект 18 року. Про дитинство та молоді роки самого Луція Рубеллія відомостей не збереглося.
У 29 році його було обрано консулом разом з Квінтом Фуфієм Геміном. Його єдиною відомою дією було звинувачення одного римського чиновника.
З того часу про подальшу долю Луція Рубеллія Геміна згадок немає.